# Can Pere Català
Can Pere Català era una masia de Vilassar de Dalt (Maresme) protegida com a Bé Cultural d'Interès Local.

## Descripció
Can Pere Català es componia d'un edifici principal de planta baixa, pis i golfes amb coberta a dues aigües, amb carener perpendicular a la façana, amb dos volums adossats a banda i banda de planta baixa i pis. El volum de ponent tenia una coberta d'una sola vessant i el de llevant a dues vessants, amb el carener perpendicular a façana. També trobàvem cossos annexes a la part de llevant.

## Història
Va ser enderrocat fa uns anys i només en queda una paret dempeus.